# گورستان دمبی نورآباد
قبرستان دمبی نور آباد مربوط به دوره اشکانیان است و در شهرستان سرباز، بخش پیشین، دهستان پیشین، روستای نور آباد واقع شده و این اثر در تاریخ ۲۷ اسفند ۱۳۸۷ با شمارهٔ ثبت ۲۶۲۴۰ به‌عنوان یکی از آثار ملی ایران به ثبت رسیده است.